# General Motors EV1
L'EV1 va ésser el primer automòbil elèctric produït en sèrie i es va vendre a Califòrnia i Arizona.

## Història
L'EV1 es va desenvolupar a partir del prototipus Impact, presentat el gener de 1990 a la fira "Los Angeles Auto Show", amb la finalitat de satisfer la legislació "Zero Emission Vehicle" que pretenia lluitar contra la pol·lució de l'aire de la ciutat de Los Angeles.
El decret ZEV especificava que el 1998 el 2% dels vehicles nous venuts pels principals fabricants de l'Associació Americana de Fabricants d'Automòbils i el 10% cap al 2003, havien de complir els estàndards "Emissió Zero" tal com els definia el "California Air Resources Board".
GM no va oferir els cotxes en venda sinó en règim de leasing, sense cap clàusula que permetés al client esdevenir propietari en finalitzar.
Es van fabricar 650 EV1 del model de 1997 amb bateria de plom-àcid. Tots van trobar client. El 1999 es va canviar el sistema de bateries a les de Níquel i Hidrur metàl·lic. Se'n van fabricar 465, tots adjudicats.
El 1999 GM va reclamar els 650 vehicles del model 1997 per reparar un cable de càrrega que segons GM podia reescalfar-se i produir foc. L'any següent 200 d'aquests van ser retornats als titulars del leasing per a un nou leasing de dos anys. En els 18 mesos següents 200 vehicles del model 1999 van ser atorgats en Leasing a celebritats i polítics.

### Cancel·lació del programa
A final del 2003 GM va anul·lar el programa EV1. Malgrat tenir llista d'espera i opinions satisfactòries dels clients, GM va dir que no hi havia vendes suficients per fer que l'EV1 fos rendible.
El 2001 el "California Air Resources Board" va modificar el decret ZEV per un "parcial ZEV" per admetre als fabricants la fabricació de cotxes híbrids d'electricitat i gasolina.
General Motors i Daimler-Chrysler van posar llavors un plet contra l'estat de Califòrnia i el "California Air Resources Board" al·legant que les noves normes ZEV contravenien una llei que negava als estats la competència sobre el mercat dels combustibles.
El CARB va respondre eliminant del decret la part corresponent als vehicles elèctrics. GM, que havia fabricat l'EV1 en funció de la part de decret ZEV que ja no era vigent, va cancel·lar tot seguit el programa.